# Kevin Huerter
Kevin Joseph Huerter (Nova Iorque, 27 de agosto de 1998) é um jogador norte-americano profissional de basquete que atualmente joga no Chicago Bulls da National Basketball Association (NBA).
Ele jogou basquete universitário no Maryland Terrapins e foi selecionado pelo Atlanta Hawks como a 19ª escolha geral no draft da NBA de 2018.

## Carreira no ensino médio
Kevin Huerter jogou na Shenendehowa High School, em Clifton Park, Nova York, um subúrbio de Albany, localizado no condado de Saratoga.
Durante seu tempo na escola, ele levou a equipe ao seu segundo título estadual, estabelecendo o recorde estadual de pontuação e, como veterano, foi nomeado Mr. Basketball de New York.

### Recrutamento
Em 7 de setembro de 2015, ele se comprometeu a jogar basquete universitário na Universidade de Maryland, escolhendo os Terrapins com mais de 20 ofertas. No final de sua carreira no ensino médio, Huerter era considerado um recruta de quatro estrelas.
| Nome | Cidade Natal                                          | Escola/Universidade | Altura | Peso  | Data da revisão       |
| --- | ----------------------------------------------------- | ------------------- | ------ | ----- | --------------------- |
| Kevin Huerter SG | Clifton Park, NY                                      | Shenendehowa (NY)   | 1.96 m | 77 kg | 7 de Setembro de 2015 |
| Kevin Huerter SG | Recrutamento: Rivals: 247Sports: ESPN: ESPN grade: 86 |                     |        |       |                       |
| Classificação geral de novatos: Rivals: 59º \| 247Sports: 85º \| ESPN: 50º |                                                       |                     |        |       |                       |
| - Nota: Em muitos casos, Scout, Rivals, 247Sports e ESPN podem entrar em conflito em suas listas de altura e peso, nestes casos, a média foi obtida. A ESPN mede os calouros numa escala de 0 a 100. - Fonte: |                                                       |                     |        |       |                       |

## Carreira universitária

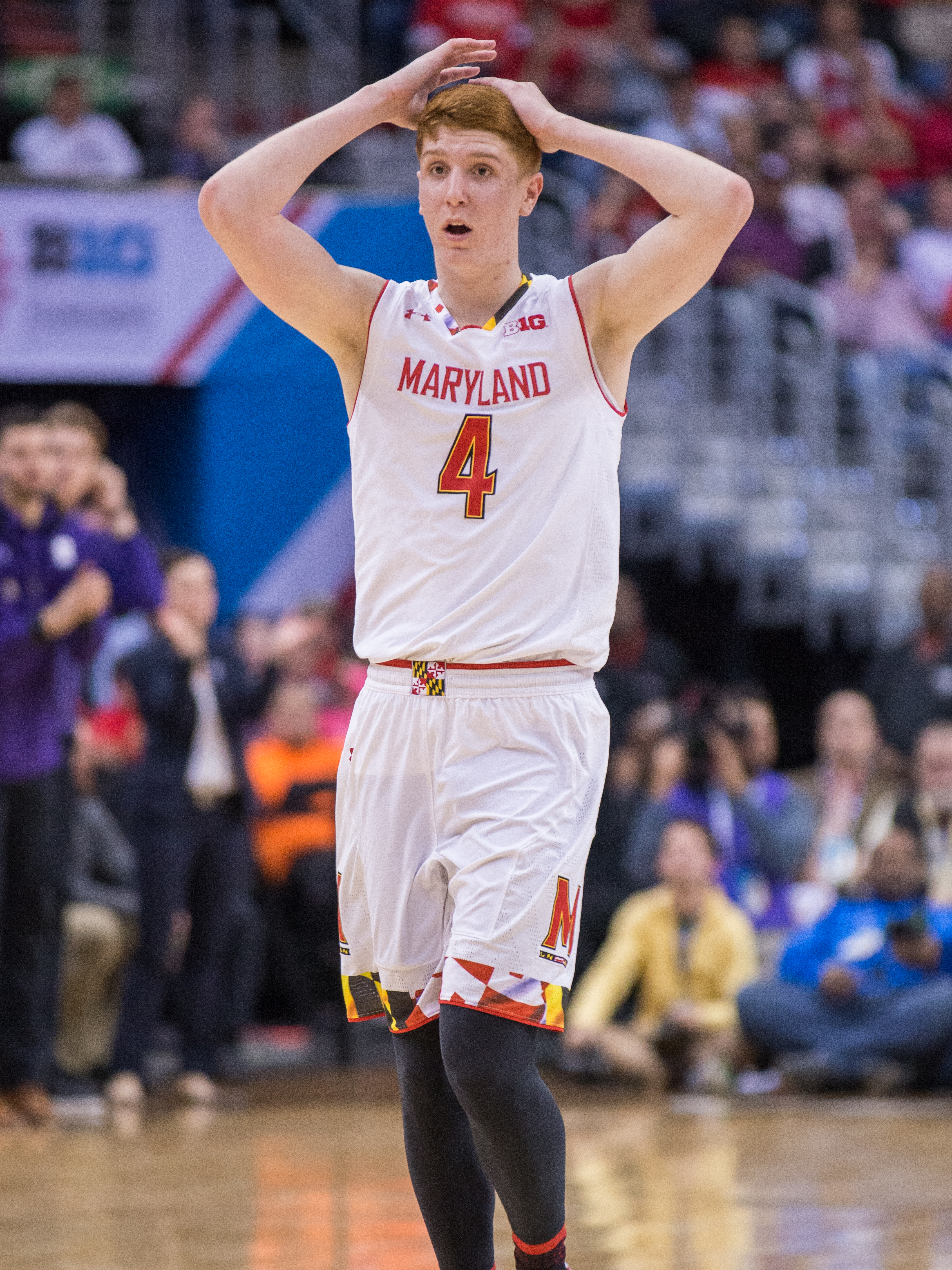
Huerter em 2017

Ele ganhou uma posição na equipe titular como calouro e teve médias de 9,3 pontos e 4,9 rebotes. Após sua temporada de calouro, Huerter foi selecionado para a Seleção Americana para disputar o Campeonato Mundial de Basquetebol Sub-19 de 2017, onde a equipe terminou em terceiro.
Em seu segundo ano, Huerter aumentou sua produção e registrou médias de 14,8 pontos e 5 rebotes. No final da temporada, ele foi uma Menção Honrosa da Primeira-Equipe da Big Ten.
Após sua segunda temporada em Maryland, Huerter declarou sua elegibilidade para o Draft da NBA de 2018 sem um agente. Ele foi selecionado para participar do Draft Combine. Depois de trabalhar com o Los Angeles Lakers, Huerter optou por contratar um agente e permanecer no draft, deixando seus dois últimos anos de elegibilidade universitária em 30 de maio de 2018.

## Carreira profissional

### Atlanta Hawks (2018–2022)
Em 21 de junho de 2018, Huerter foi selecionado com a décima nona escolha geral pelo Atlanta Hawks no draft da NBA de 2018. Em 1 de julho de 2018, Huerter assinou um contrato de 4 anos e US$11.9 milhões com os Hawks.
O primeiro jogo de 20 pontos de Huerter foi contra o Indiana Pacers em 31 de dezembro de 2018 em uma derrota de 116-108. Em 11 de janeiro de 2019, ele marcou 29 pontos em uma vitória contra o Philadelphia 76ers por 123–121. No final da temporada 2018-19, Huerter foi votado para a Segunda Equipe All-Rookie.
No Jogo 7 das semifinais da Conferência Leste contra os 76ers, Huerter marcou 27 pontos e levou os Hawks à sua primeira aparição nas finais da Conferência Leste desde 2015.
Em 18 de outubro de 2021, ele assinou uma extensão de contrato de quatro anos e US$ 65 milhões com os Hawks.

### Sacramento Kings (2022–2025)
Em 6 de julho de 2022, Huerter foi negociado com o Sacramento Kings em troca de Maurice Harkless, Justin Holiday e uma escolha de primeira rodada. Em 19 de outubro, Huerter fez sua estreia pelos Kings, registrando 23 pontos, três rebotes e duas assistências em uma derrota por 115–108 para o Portland Trail Blazers.
Em 18 de janeiro de 2024, Huerter marcou um recorde pessoal de 31 pontos em uma derrota por 126–121 contra o Indiana Pacers. Em 21 de março, Huerter foi diagnosticado com um ombro esquerdo desalojado e ruptura labral após sofrer a lesão em um jogo contra o Memphis Grizzlies. Em 29 de março, foi anunciado que ele passaria por uma cirurgia para reparar a lesão, o que o fez perder o restante da temporada.

### Chicago Bulls (2025–Presente)
Em 3 de fevereiro de 2025, Huerter foi negociado com o Chicago Bulls em troca de Zach LaVine e uma escolha de segunda rodada de 2028, em um acordo que também envolveu o San Antonio Spurs.

## Estatísticas da carreira

### NBA

#### Temporada regular
| Ano      | Equipe     | PJ  | PT  | MPJ  | AP   | 3P   | LL   | RT  | AS  | BR  | TO | PPJ  |
| -------- | ---------- | --- | --- | ---- | ---- | ---- | ---- | --- | --- | --- | -- | ---- |
| 2018–19  | Atlanta    | 75  | 59  | 27.3 | .419 | .385 | .732 | 3.3 | 2.9 | .9  | .3 | 9.7  |
| 2019–20  | Atlanta    | 56  | 48  | 31.4 | .413 | .380 | .828 | 4.1 | 3.8 | .9  | .5 | 12.2 |
| 2020–21  | Atlanta    | 69  | 49  | 30.8 | .432 | .363 | .781 | 3.3 | 3.5 | 1.2 | .3 | 11.9 |
| 2021–22  | Atlanta    | 74  | 60  | 29.6 | .454 | .389 | .808 | 3.4 | 2.7 | .7  | .4 | 12.1 |
| 2022–23  | Sacramento | 75  | 75  | 29.4 | .485 | .402 | .725 | 3.3 | 2.9 | 1.1 | .3 | 15.2 |
| 2023–24  | Sacramento | 64  | 59  | 24.4 | .443 | .361 | .766 | 3.5 | 2.6 | .7  | .4 | 10.2 |
| 2024–25  | Sacramento | 43  | 15  | 20.9 | .413 | .302 | .714 | 2.8 | 1.7 | .8  | .4 | 7.9  |
| Carreira | Carreira   | 456 | 365 | 27.6 | .436 | .368 | .764 | 3.3 | 2.8 | .9  | .3 | 11.3 |

#### Play-In
| Ano  | Equipe  | PJ | PT | MPJ  | AP   | 3P   | LL | RT  | AS  | BR  | TO | PPJ  |
| ---- | ------- | -- | -- | ---- | ---- | ---- | -- | --- | --- | --- | -- | ---- |
| 2022 | Atlanta | 2  | 2  | 29.3 | .550 | .571 | –  | 3.5 | 3.0 | 1.0 | .0 | 13.0 |

#### Playoffs
| Ano      | Equipe     | PJ | PT | MPJ  | AP   | 3P   | LL   | RT  | AS  | BR  | TO  | PPJ  |
| -------- | ---------- | -- | -- | ---- | ---- | ---- | ---- | --- | --- | --- | --- | ---- |
| 2021     | Atlanta    | 18 | 10 | 31.0 | .428 | .347 | .706 | 3.8 | 2.8 | .8  | .9  | 11.1 |
| 2022     | Atlanta    | 5  | 5  | 30.7 | .362 | .290 | .750 | 3.0 | 3.8 | 1.2 | .6  | 9.2  |
| 2023     | Sacramento | 7  | 7  | 26.2 | .347 | .205 | .750 | 4.4 | 1.1 | .4  | 1.3 | 9.1  |
| Carreira | Carreira   | 30 | 22 | 29.3 | .379 | .280 | .735 | 3.7 | 2.5 | .7  | .9  | 9.7  |

### Universitário
| Ano      | Equipe   | PJ | PT | MPJ  | AP   | 3P   | LL   | RT  | AS  | BR  | TO  | PPJ  |
| -------- | -------- | -- | -- | ---- | ---- | ---- | ---- | --- | --- | --- | --- | ---- |
| 2016–17  | Maryland | 33 | 33 | 29.4 | .420 | .371 | .714 | 4.9 | 2.7 | 1.0 | .7  | 9.3  |
| 2017–18  | Maryland | 32 | 32 | 34.4 | .503 | .417 | .758 | 5.0 | 3.4 | .6  | .7  | 14.8 |
| Carreira | Carreira | 65 | 65 | 31.9 | .461 | .394 | .736 | 4.9 | 3.0 | 0.8 | 0.7 | 12.0 |

Fonte:

## Vida pessoal
Huerter foi criado em Clifton Park, Nova York, pelos seus pais, Tom e Erin Huerter. Ele tem um irmão (Thomas Jr.) e duas irmãs (Meghan e Jillian). Seu pai jogou basquete universitário no Siena College.
Huerter também jogou beisebol quando criança. Sua equipe da Babe Ruth League foi treinada por seu pai e terminou em terceiro lugar no World Series 14U de 2013.
O ídolo no basquete de Huerter é Dwyane Wade e ele veste a camisa 3 em sua homenagem.